# Дурасов, Лев Григорьевич
Лев Григорьевич Дурасов (19 июля 1918 — 1982) — советский и российский киноактёр и режиссёр театра и кино.

## Биография
Сын знаменитой русской актрисы Марии Дурасовой.
C 1936 по 1947 год работал в Театре имени Вахтангова.
В 1940 году окончил театральное училище имени Б. В. Щукина, а в 1959 году — режиссёрский факультет ГИТИСа имени А. В. Луначарского.
Дебютировал в кино в 1952 году, сыграв Пушкина в фильме «Композитор Глинка». Хотя роль принесла ему известность, в дальнейшем в кино он почти не играл.
В июле 1959 года вышла первая работа Льва Дурасова как режиссёра-постановщика — короткометражный фильм «В нашем городе», однако, несмотря на участие многих известных актёров, таких как Сергей Мартинсон, Георгий Милляр, Зоя Федорова, картина прошла по экранам довольно скромно и незаметно. С 1960 года Лев Григорьевич работал в качестве режиссёра на киностудии «Беларусьфильм».
В театрах СССР он поставил свыше 30 спектаклей. В Ростовском ТЮЗе: «Уходят женщины» Гинрярова, «Будьте готовы, Ваше высочество!» по Льву Кассилю, «Старший сын» Александра Вампилова; в Омском драмтеатре: «Проснись и пой» Миклоша Дьярфаша; в Вильнюсском театре русской драмы: «Шёлковое сюзане» Абдуллы Каххара.
Умер в 1982 году. Похоронен на Новодевичьем кладбище вместе с матерью (участок №2).

## Фильмография
Актёр
- 1952 — Композитор Глинка — А. С. Пушкин
- 1955 — Мексиканец — командир отряда
- 1960 — Впереди — крутой поворот — врач
- 1961 — Рассказы о юности (новелла «Даль зовёт»)
- 1982 — Мать Мария
- 1983 — Подросток — игрок

Режиссёр
- 1959 — В нашем городе (короткометражный)
- 1961 — Рассказы о юности

Директор фильма
- 1957 — Борец и клоун